# YPEL1
YPEL1 (англ. Yippee like 1) – білок, який кодується однойменним геном, розташованим у людей на довгому плечі 22-ї хромосоми. Довжина поліпептидного ланцюга білка становить 119 амінокислот, а молекулярна маса — 13 575.
| 10         |  | 20         |  | 30         |  | 40         |  | 50         |
| ---------- |  | ---------- |  | ---------- |  | ---------- |  | ---------- |
| MVKMTKSKTF |  | QAYLPNCHRT |  | YSCIHCRAHL |  | ANHDELISKS |  | FQGSQGRAYL |
| FNSVVNVGCG |  | PAEERVLLTG |  | LHAVADIYCE |  | NCKTTLGWKY |  | EHAFESSQKY |
| KEGKFIIELA |  | HMIKDNGWE  |  |            |  |            |  |            |

A: Аланін

C: Цистеїн

D: Аспарагінова кислота

E: Глутамінова кислота

F: Фенілаланін

G: Гліцин

H: Гістидин

I: Ізолейцин

K: Лізин

L: Лейцин

M: Метіонін

N: Аспарагін

P: Пролін

Q: Глутамін

R: Аргінін

S: Серин

T: Треонін

V: Валін

W: Триптофан

Білок має сайт для зв'язування з іонами металів, іоном цинку. 
Локалізований у ядрі.